# Katarína Ráczová
Katarína Ráczová-Lokšová (ur. 3 października 1950 w Koszycach) – słowacka florecistka reprezentująca Czechosłowację, srebrna medalistka mistrzostw świata.
Podczas mistrzostw świata w Hamburgu w 1978 roku wywalczyła srebrny medal w turnieju indywidualnym. Na podium rozdzieliła Walentinę Sidorową z ZSRR i Cornelię Hanisch z RFN.
Wystartowała na igrzyskach olimpijskich w Monachium w 1972 roku, gdzie dotarła do półfinałów turnieju indywidualnego. Na rozgrywanych cztery lata później igrzyskach olimpijskich w Montrealu w tej samej konkurencji odpadła w pierwszej rundzie eliminacyjnej. Brała też udział w igrzyskach olimpijskich w Moskwie w 1980 roku, gdzie indywidualnie dotarła do trzeciej rundy eliminacyjnej.
Jej ojcem był Oliver Rácz, słowacki poeta i polityk Komunistycznej Partii Słowacji pochodzenia węgierskiego.